# AIM-95 Agile

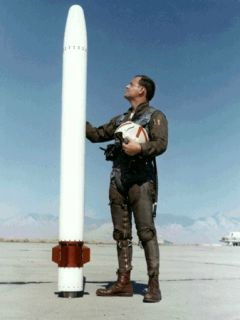
Tên lửa AIM-95.

Tên lửa AIM-95 Agile là một loại tên lửa không đối không do Hải quân Mỹ phát triển và trang bị cho F-14 Tomcat, thay cho tên lửa AIM-9 Sidewinder. Trong khi đó, Không quân Mỹ cũng phát triển tên lửa không đối không AIM-82 để trang bị cho máy bay tiêm kích hạng nặng F-15 Eagle, nhưng sau đó đã hủy bỏ chương trình phát triển và tham gia chung dự án tên lửa Agile. Sau cùng, các phiên bản cải tiến của tên lửa Sidewinder đã đạt được tính năng đủ để không cần phải trang bị thêm một loại tên lửa mới do đó chương trình tên lửa Agile bị hủy bỏ.

## Tổng quan

### Bối cảnh ra đời
Các tên lửa không đối không tầm nhiệt thời kỳ đầu có hai đặc điểm làm giới hạn chúng trong chiến đấu. Đầu tiên là đầu dò nhiệt của tên lửa không có đủ độ nhạy cần thiết, và chúng chỉ có thể bám theo mục tiêu phát ra nhiệt lượng rất mạnh. Trong thực tiễn, điều này đồng nghĩa với động cơ của máy bay đối thủ phải luôn hiện rõ trong trường nhìn của tên lửa khi bắn tên lửa. Ngoài ra Phạm vi quan sát (FOV) của tên lửa không đủ rộng, khiến tên lửa chỉ có thể "nhìn thấy" được mục tiêu ở phía trước tên lửa.
Những giới hạn này càng thể hiện rõ qua Chiến tranh Việt Nam, khi các tên lửa hồng ngoại đời đầu như AIM-4 Falcon và AIM-9 Sidewinder có tỉ lệ bắn hạ máy bay đối phương lần lượt là 9 và 14%. Phần lớn nguyên nhân là do sự thật là phi công phải được dẫn đường bằng radar hay sở chỉ huy đánh chặn mặt đất (ground-controlled interception), để đặt máy bay đánh chặn bay đến ở vị trí đối diện với máy bay đối phương, nhưng không nhất thiết là ở cùng hướng. Trong những tình huống như trên, đầu dò trên tên lửa có khả năng bắt được tín hiệu nhiệt từ động cơ máy bay đối phương, khi tín hiệu đủ lớn sẽ đưa ra chỉ thị khóa mục tiêu cho phi công, nhưng tên lửa không đủ khả năng bám mục tiêu sau khi phóng đi do mục tiêu sẽ ra ngoài phạm vi quan sát của đầu dò tên lửa khi tên lửa vừa bay khỏi ray phóng.
Trước kết quả thực chiến quá tệ của tên lửa hồng ngoại đời đầu, Hải quân và Không quân Mỹ đã đưa ra giáo trình huấn luyện mới cho phi công trong đó nhấn mạnh tới việc cơ động máy bay đến vị trí đón lõng trước khi phóng tên lửa, từ đó máy bay tấn công sẽ có khả năng vừa ở vị trí phía sau máy bay địch vừa bay cùng hướng với mục tiêu. Điều này sẽ giúp tối đa khả năng mục tiêu vẫn ở trong tầm nhìn đầu dò của tên lửa sau khi tên lửa được phóng đi. Tuy nhiên, việc cơ động như vậy sẽ làm mất thời gian và khó chuẩn bị trước, và trong quá trình không chiến, sẽ có rất nhiều tình huống mà mục tiêu sẽ bay cắt ngang qua trước mặt máy bay ta. Trong trường hợp này, buộc phải bổ sung các khẩu pháo tự động cho máy bay tiêm kích.

### Agile
Cuối những năm 1960s, Hải quân Mỹ bắt đầu chương trình phát triển Grumman F-14 Tomcat, có tính năng cao cấp hơn rất nhiều so với F-4 Phantoms. Tomcat ban đầu được sử dụng trong mạng lưới Fleet Air Defense (FAD) mà dựa trên tên lửa phòng không hạm tàu sân bay và radar tàu sân bay có cự ly phát hiện rất lớn, cho phép máy bay tiêm kích F-14 có khả năng tấn công máy bay đối phương từ cự ly 100 dặm (160 km).
Trong khi hệ thống FAD vẫn còn đang được phát triển, các kinh nghiệm thu được qua chiến tranh Việt Nam cho thấy các cuộc không chiến tầm xa không khả thi, cho thấy sự giới hạn về mặt chiến thuật. Yêu cầu về việc cải thiện khả năng cơ động được đặt ra và chiếc F-14 ra đời dựa trên những phát triển này. Đồng thời, cũng rõ ràng là cần phải trang bị một loại tên lửa tầm xa mới tốt hơn để máy bay không cần phải tiến vào trong tầm quá gần với mục tiêu.
Do có kết quả thực chiến của tên lửa tầm ngắn Sidewinder không mấy sáng sủa, cơ quan phát triển nó là China Lake Naval Weapons Center bắt đầu bước vào phát triển một loại tên lửa không đối không tầm gần mới thay thế cho Sidewinder. Thiết kế mới này sẽ có đầu dò mới cho phép tên lửa khóa được mục tiêu từ mọi góc độ, bao gồm cả mục tiêu ở phía trước, đồng thời cải thiện khả năng cơ động giúp tên lửa có khả năng tấn công mục tiêu ngay cả khi nó rẽ ngoặt gấp, và có động cơ lớn, mạnh hơn giúp nó có tầm bắn lớn hơn trong mọi điều kiện thời tiết.
Tên lửa Agile được trang bị đầu dò hồng ngoại cho phép nó phóng và quên. Đầu dò có khả năng khóa mục tiêu qua mũ phi công Helmet Mounted Sight (HMS), cho phép phóng tên lửa dù cho mục tiêu không nằm trước mặt, khiến việc chiếm lĩnh vị trí để bắn tên lửa trở nên đơn giản hơn rất nhiều. Động cơ tên lửa nhiên liệu rắn với vòi phun điều chỉnh hướng lực đẩy cũng giúp nó có khả năng cơ động lớn hơn nhiều so với tên lửa Sidewinder.
Trong khi Hải quân Mỹ phát triển chương trình máy bay tiêm kích thử nghiệm của Hải quân (VFX), Không quân Mỹ cũng phát triển chương trình F-X concept, vốn bao gồm gần như tất cả các yêu cầu kỹ thuật giống như VFX. Và nó cũng bao gồm cả việc phát triển tên lửa mới phù hợp là AIM-82. Do cả hai loại tên lửa đều có tính năng gần tương đương nhau, nên cuối cùng AIM-82 bị hủy bỏ để tập trung vào phát triển tên lửa Agile.

## AIMVAL

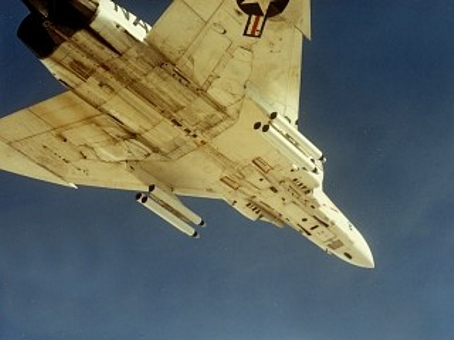
VX-5 F-4 Phantom với nguyên bản tên lửa Agile

Phiên bản AIM-95A được tiến hành bắn thử nghiệm tại China Lake và tham gia cả chương trình thử nghiệm liên hợp ACEVAL/AIMVAL Joint Test & Evaluation trên máy bay F-14 và F-15 tại căn cứ không quân Nellis từ năm 1975 đến năm 1978. Do chi phí quá cao nên dự án phát triển đã bị hủy bỏ năm 1975. Thay vào đó, một phiên bản mới của tên lửa Sidewinder được phát triển để trang bị cho cả Hải quân và Không quân Mỹ. Mặc dù nó ban đầu chỉ là giải pháp tạm thời, nhưng trên thực tế, tên lửa AIM-9 vẫn còn đang trong trang bị quân đội Mỹ hiện nay.
Trong khi chương trình tên lửa AIM-95 vẫn còn đang trong giai đoạn phát triển, Không quân Hoàng gia Anh cũng có nhu cầu về một loại tên lửa mới có khả năng thao diễn cao. Tuy nhiên những nghiên cứu của các kỹ sư người Anh đưa đến việc chế tạo một loại tên lửa nhỏ hơn với tầm bắn ngắn hơn nhiều. Những nghiên cứu dẫn đến concept Taildog, mà sau này trở thành SRAAM, về sau cũng bị khai tử do quân đội Anh lựa chọn Skyflash. Liên Xô cũng bắt đầu phát triển tên lửa SRM tiên tiến với động cơ thay đổi lực đẩy vector và kết quả là sự ra đời của tên lửa R-73/AA-11 Archer trang bị trên MiG-29 vào năm 1985. NATO biết được tính năng và mức độ tiên tiến của R-73 sau khi nước Đức thống nhất và bắt đầu nỗ lực để cải thiện chất lượng tên lửa không đối không của mình bằng chương trình phát triển tên lửa hồng ngoại IRIS-T, AIM-9X và MICA.

## Link ngoài
- http://www.designation-systems.net/dusrm/m-95.html